# Lovetown Tour
Lovetown Tour to trasa koncertowa irlandzkiego zespołu rockowego U2, odbywająca się na przełomie 1989 – 1990 roku.
Pierwsza trasa od wydania albumu Rattle and Hum. Koncerty odbywały się początkowo w Australii, Nowej Zelandii i Japonii. Kolejne występy zorganizowano w Irlandii, Francji, Holandii i Niemczech. Trasa miała pierwotnie zakończyć się występem w Point Depot w Dublinie 31 grudnia 1989, ale z powodu problemów Bono z głosem (stracił głos na koncercie w Amsterdamie 18 grudnia 1989) zorganizowano cztery dodatkowe występy w Rotterdamie 5, 6, 9 i 10 stycznia 1990 roku. Trzy koncerty, które miały odbyć się w Sydney Entertainment Centre 22, 25 i 26 października, także musiały być odwołane z powodu problemów głosowych wokalisty. Ostatecznie zostały przesunięte na 17, 18 i 19 listopada.

## Scenografia
Dekoracje sceny przygotował Rene Castro z Chile, autor malowideł ściennych, który pojawił się na scenie podczas trasy Conspiracy Of Hope.

## Support
B.B. King wraz z zespołem byli supportem na całej trasie Lovetown grając razem z U2 ich bisy. Podczas koncertów w Australii w chórku śpiewały dwie wokalistki Sherine i Zan Abeyratne. Na koncertach europejskich zastąpiły je dziewczyny o imionach Claudia i Sophia.

## Utwory wykonywane podczas trasy
Lista piosenek wykonywanych podczas trasy:
- All Along the Watchtower (cover utworu Boba Dylana)
- All I Want Is You
- Angel of Harlem
- Bad
- Bullet the Blue Sky
- Desire
- 11 O'clock Tick Tock
- Exit
- 40
- Hawkmoon 269
- Help
- Gloria
- God Part II
- In God’s Country
- I Will Follow
- I Still Haven’t Found What I’m Looking For
- Knockin’ on Heaven’s  Door (cover utworu Boba Dylana)
- Love Rescue Me
- MLK
- October
- One Tree Hill
- New Year’s Day
- Out of Control
- Party Girl
- People Get Ready (cover utworu zespołu The Impressions)
- Pride (In the Name of Love)
- Running to Stand Still
- She's A Mystery To Me (cover utworu Roya Orbisona)
- Slow Dancing
- Stand By Me (jeden z wielu[5] coverów Bena E. Kinga)
- The Unforgettable Fire)
- Two Hearts Beat as One
- Van Diemen's Land
- When Love Comes to Town
- Where the Streets Have No Name
- With or Without You

## Formacja
- Bono – wokale główne (oprócz „Van Diemen's Land”), gitara rytmiczna, harmonijka ustna
- The Edge – gitara prowadząca, pianino, chórki, wokale główne („Van Diemen's Land”)
- Adam Clayton – gitara basowa
- Larry Mullen Jr. – perkusja
- B.B. King – gitara i wokal wspierający („When Love Comes to Town”)

## Lista koncertów
1989

### Część I – Australia, Nowa Zelandia, Japonia
- Wrzesień
- 21. Entertainment Centre, Perth, Australia
- 22. Entertainment Centre, Perth, Australia
- 23. Entertainment Centre, Perth, Australia
- 27. Entertainment Centre, Sydney, Australia
- 28. Entertainment Centre, Sydney, Australia
- 29. Entertainment Centre, Sydney, Australia
- Październik
- 2. Entertainment Centre, Brisbane, Australia
- 3. Entertainment Centre, Brisbane, Australia
- 4. Entertainment Centre, Brisbane, Australia
- 7. National Tennis Centre, Melbourne, Australia
- 8. National Tennis Centre, Melbourne, Australia
- 9. National Tennis Centre, Melbourne, Australia
- 12. National Tennis Centre, Melbourne, Australia
- 13. National Tennis Centre, Melbourne, Australia
- 14. National Tennis Centre, Melbourne, Australia
- 16. National Tennis Centre, Melbourne, Australia
- 20. Entertainment Centre, Sydney, Australia
- 21. Entertainment Centre, Sydney, Australia
- 27. Memorial Drive Stadium, Adelaide, Australia
- 28. Memorial Drive Stadium, Adelaide, Australia
- Listopad
- 4. Lancaster Park, Christchurch, Nowa Zelandia
- 8. Athletic Park, Wellington, Nowa Zelandia
- 10. Western Springs Stadium, Auckland, Nowa Zelandia
- 11. Western Springs Stadium, Auckland, Nowa Zelandia
- 17. Entertainment Centre, Sydney, Australia
- 18. Entertainment Centre, Sydney, Australia
- 19. Entertainment Centre, Sydney, Australia
- 23. Sports Arena, Yokohama, Japonia
- 25. Tokyo Dome, Tokio, Japonia
- 26. Tokyo Dome, Tokio, Japonia
- 28. Castle Hall, Osaka, Japonia
- 29. Castle Hall, Osaka, Japonia
- Grudzień
- 1. Castle Hall, Osaka, Japonia

### Część II – Europa
- 11. Palais Omnisports de Paris-Bercy, Paryż, Francja
- 12. Palais Omnisports de Paris-Bercy, Paryż, Francja
- 14. Westfalenhallen, Dortmund, Niemcy
- 15. Westfalenhallen, Dortmund, Niemcy
- 16. Westfalenhallen, Dortmund, Niemcy
- 18. Rai Europa Hall, Amsterdam, Holandia
- 19. Odwołano: Rai Europa Hall, Amsterdam, Holandia
- 20. Odwołano: Rai Europa Hall, Amsterdam, Holandia
- 26. The Point Depot, Dublin, Irlandia
- 27. The Point Depot, Dublin, Irlandia
- 30. The Point Depot, Dublin, Irlandia
- 31. The Point Depot, Dublin, Irlandia

1990
- Styczeń (koncerty przełożone z Holandii)
- 5. Sport Palais Ahoy, Rotterdam, Holandia
- 6. Sport Palais Ahoy, Rotterdam, Holandia
- 9. Sport Palais Ahoy, Rotterdam, Holandia
- 10. Sport Palais Ahoy, Rotterdam, Holandia